# Lepanthes tonduziana
Lepanthes tonduziana är en orkidéart som beskrevs av Rudolf Schlechter. Lepanthes tonduziana ingår i släktet Lepanthes och familjen orkidéer.
Artens utbredningsområde är Costa Rica. Inga underarter finns listade i Catalogue of Life.